# Peregrinus
Peregrinus byl cizinec ve starověkém Římě, svobodný člověk, ale bez římského občanství.
Původně byli všichni cizinci v římském státě označováni jako hostes (nepřátelé), až postupem doby a s navázáním obchodních styků s okolím vzniklo označení peregrini („přespolní lidé“ z per agros venuti). Přesto mezi nimi byly podstatné rozdíly. Nejvíce práv měli původní Latinové, mohli nejen obchodovat a vstupovat do smluvních vztahů s Římany (ius commercii), ale také uzavírat sňatky (ius connubii), a pokud se přestěhovali do Říma, automaticky se stali plnoprávnými římskými občany. Obyvatelé dalších italských osad (Latini coloniarii) a propuštěnci (Latini Iuniani) měli pouze právo obchodu a vztahy s obyvateli mimoitalských provincií upravovalo už jen ius gentium, které se vyvinulo z ediktů provinciálních místodržících, a hlavně cizineckého prétora (praetor peregrinus), jenž byl vedle římského městského prétora ustanoven roku 242 př. n. l. Protože toto „právo národů“ vzniklo především za účelem rozvoje obchodu, týkalo se téměř jen obligací. Spory peregrinů s Římany i mezi sebou navzájem rozhodovaly tří nebo pětičlenné skupiny rekuperátorů (recuperatores).
Cizincem se ovšem mohl stát i svobodný římský občan, jestliže v důsledku vyloučení z římské obce nastala tzv. střední kapitisdeminuce (capitis deminutio media). Tím mu zanikla veškerá veřejná práva spojená s příslušností ke státu, např. možnost volit a kandidovat do veřejných funkcí, a ze soukromých ta, která byla odvozena od ius civile. Např. jeho manželství se stalo pouze tzv. manželstvím cizineckým (matrimonium iuris gentium). Rozdíly mezi různými skupinami cizinců se ale postupem doby stíraly a za císařství již téměř úplně vymizely. Tento fakt potvrdil císař Caracalla, když roku 212 n. l. udělil římské občanství všem svobodným lidem v říši (Constitutio Antoniniana).